# European Society for Philosophy of Medicine and Healthcare
L'European Society for Philosophy of Medicine and Healthcare (ESPMH) è un'organizzazione filosofica di respiro europeo che promuove il dialogo fra filosofi, medici, giuristi ed esperti di bioetica in merito al ruolo della medicina e dell'assistenza sanitaria nella società moderna.

## Storia
Fondata nel 1987 nei Paesi Bassi, l'ESPMH organizza ogni anno una conferenza in un paese diverso e che negli anni ha assunto una qualche rilevanza scientifica.
La rivista ufficiale peer-reviewed della società è Medicine, Health Care and Philosophy, ex European Philosophy of Medicine and Health Care.
La conferenza dell'agosto 2015 dal titolo "Medicalization" ebbe luogo al Bioethics Institute di Gand, nel Belgio, sui temi del fine vita e della prevenzione medica. Quattro anni più tardi, argomenti simili furono ripresi all'evento organizzato presso l'Università di Oslo.